# Amaurobius jugorum
Amaurobius jugorum là một loài nhện trong họ Amaurobiidae.
Loài này thuộc chi Amaurobius. Amaurobius jugorum được Ludwig Carl Christian Koch miêu tả năm 1868.